# Kim Zolciak
Kimberleigh "Kim" Zolciak-Biermann (nacida Kimberleigh Marie Zolciak; 19 de mayo de 1978) es una personalidad de la televisión estadounidense. En 2008, fue elegida una de las amas de casa para aparecer en el reality show de televisión The Real Housewives of Atlanta emitido en Bravo. 
Zolciak abandonó The Real Housewives of Atlanta en 2012 durante la quinta temporada de la serie. Ese mismo año, recibió su propio spin-off titulado Don't Be Tardy for the Wedding, el cual se centraba en la preparación de su boda con el jugador de fútbol americano Kroy Biermann. La serie fue seguidamente renovada por una segunda temporada con un título más acortado, Don't Be Tardy. La cuarta temporada de la serie se estrenó el 16 de agosto de 2015. En 2015, fue una de las participantes en la 21ª temporada de la competición de baile Bailando con las Estrellas. 

## Primeros años
Kim Zolciak nació en Pensacola, Florida, en una familia militar, y se crio en Windsor Locks, Connecticut. Sus padres son Joseph y Karen , y tiene un hermano llamado Michael. Es de ascendencia italiana y fue criada en la fe católica.
A los 17 años, Zolciak tuvo un affair con un sargento de policía de Windsor Locks de 49 años quien la había investigado por ser testigo material en una investigación criminal, resultando en una suspensión de 45 días para el sargento, que se jubiló dos años después. Se graduó en el East Catholic High School, en Mánchester, Connecticut, en 1996, y estudió Enfermería en la Universidad de Connecticut. A los 21 años, se mudó a Atlanta, Georgia, donde sus padres se habían mudado, y eventualmente se estableció en el barrio de Johns Creek.

## Apariciones televisivas
Zolciak primero apareció en el reality de televisión The Real Housewives of Atlanta, emitido en Bravo, el 7 de octubre de 2008. Entre las temporadas cuarta y quinta, Zolciak y su entonces prometido fueron objeto de un spin-off, Don't Be Tardy for the Wedding, retratando los preparativos de boda de Zolciak. Zolciak abandonó Real Housewives a la mitad de la quinta temporada, emitiéndose su último episodio el 9 de diciembre de 2012. Don't Be Tardy for the Wedding, más tarde renombrado a Don't Be Tardy..., en su cuarta temporada a partir de 2015.

Se planificó que Zolciak protagonizaría un nuevo reality show en Bravo con sus compañeras de The Real Housewives, NeNe Leakes, llamado NeNe and Kim: The Road to Riches. Sin embargo, la cadena más tarde decidió no seguir adelante con la serie.
Zolciak compitió durante la 21ª temporada de la competición de baile Bailando con las Estrellas. Fue pareja del bailarín profesional Tony Dovolani. Se retiró en septiembre de 2015, después de tres semanas de competición, por un accidente isquémico transitorio.

## Carrera musical
En 2008 Zolciak empezó a trabajar en un álbum de música country. Lanzó su primer sencillo, la canción "Tardy for the Party" en 2008, seguido por un remix EP al año siguiente. 
El 12 de marzo de 2013, la compañera de Zolciak en Real Housewives of Atlanta, Kandi Burruss, y su productor/cantautor colaborado, Rodney "Don Vito" Richard, presentaron una demanda contra Zolciak por las ganancias recibidas por "Tardy for the Party". En los documentos de la demanda, el abogado de Burruss, el compañero de RHOA Phaedra Parks, alega que su cliente escribió la canción para Zolciak y que Zolciak lanzó el sencillo sin la autorización, licencia o consentimiento de los demandantes. Burruss también buscaba una orden de alojamiento temporal para prevenir futuras ventas de la canción y la "destrucción de todas las copias del single y otros productos de la demandada que infrigen los derechos de autor de los demandantes", indemnización por daños y perjuicios, costas del abogado, y un juicio ante jurado.

## Vida personal
Zolciak tiene dos hijas de relaciones anteriores, Brielle y Ariana. Estuvo casada con Dan Toce desde 2001 hasta 2003.
Zolciak dijo en marzo de 2010 que es bisexual y que ella y DJ Tracy Young tuvieron una relación romántica.
En mayo de 2010, Zolciak conoció al jugador de fútbol americano de los Atalnta Falcons Kroy Biermann en el baile beneficio de Bailando con las Estrellas. Su cita fue más tarde emitida en la temporada tercera de The Real Housewives of Atlanta. La pareja se casó en su casa de Roswell, Georgia, el 11 de noviembre de 2011. Tienen cuatro hijos juntos: Kroy Jagger (KJ), Kash, y los gemelos Kane y Kaia.
En marzo de 2013, Kroy Biermann presentó una demanda para adoptar a las hijas de Zolciak. Las chicas posteriormente cambiaron sus nombres a Brielle y Ariana Biermann.

## Discografía

### Singles
| Año  | Sencillo              |
| ---- | --------------------- |
| 2009 | "Tardy for the Party" |
| 2011 | "Google Me"           |
| 2012 | "Love Me First"       |